# Франклінія
Франклінія (Franklinia) — монотипний рід родини чайні (Theaceae), що складається з одного виду Franklinia alatamaha.

## Історія
Рослину виявили в 1765 році американські натуралісти Джон та Вільям Бартрам у дельті річки Алтамаха, штат Джорджія. Вчені зібрали насіння і посадили в ботанічному саду Філадельфії. У 1785 році ботанік-самоучка Гамфрі Маршалл виділив цей вид у окремий рід рослин, назвавши його за іменем свого друга Бенджаміна Франкліна. Останній раз рослину в природних умовах бачили у 1803 р.

## Будова
Листяне розлоге дерево до 6 м, що скидає листя на зиму. Квіти схожі на камелію. Квітне з кінця літа до осені, коли починає червоніти його листя.

## Поширення та середовище існування
У дикій природі не зустрічається з 1803 року через те, що ліси були вирубані, а вільна земля роздана під бавовняні поля. Росла у лісах та заростях

## Практичне використання
Декоративне дерево, яке вирощують у парках та садах.

## Галерея

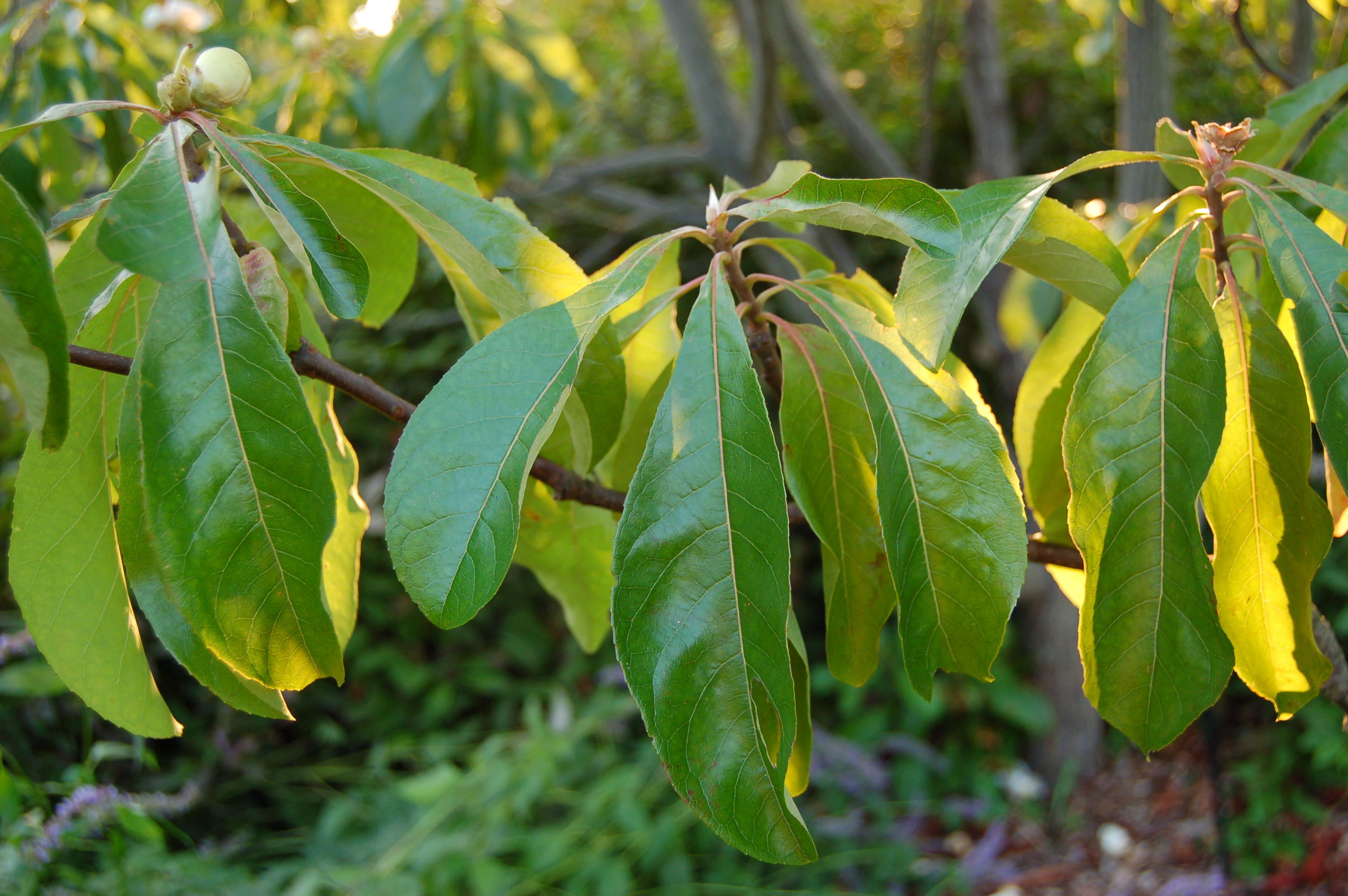
Листя
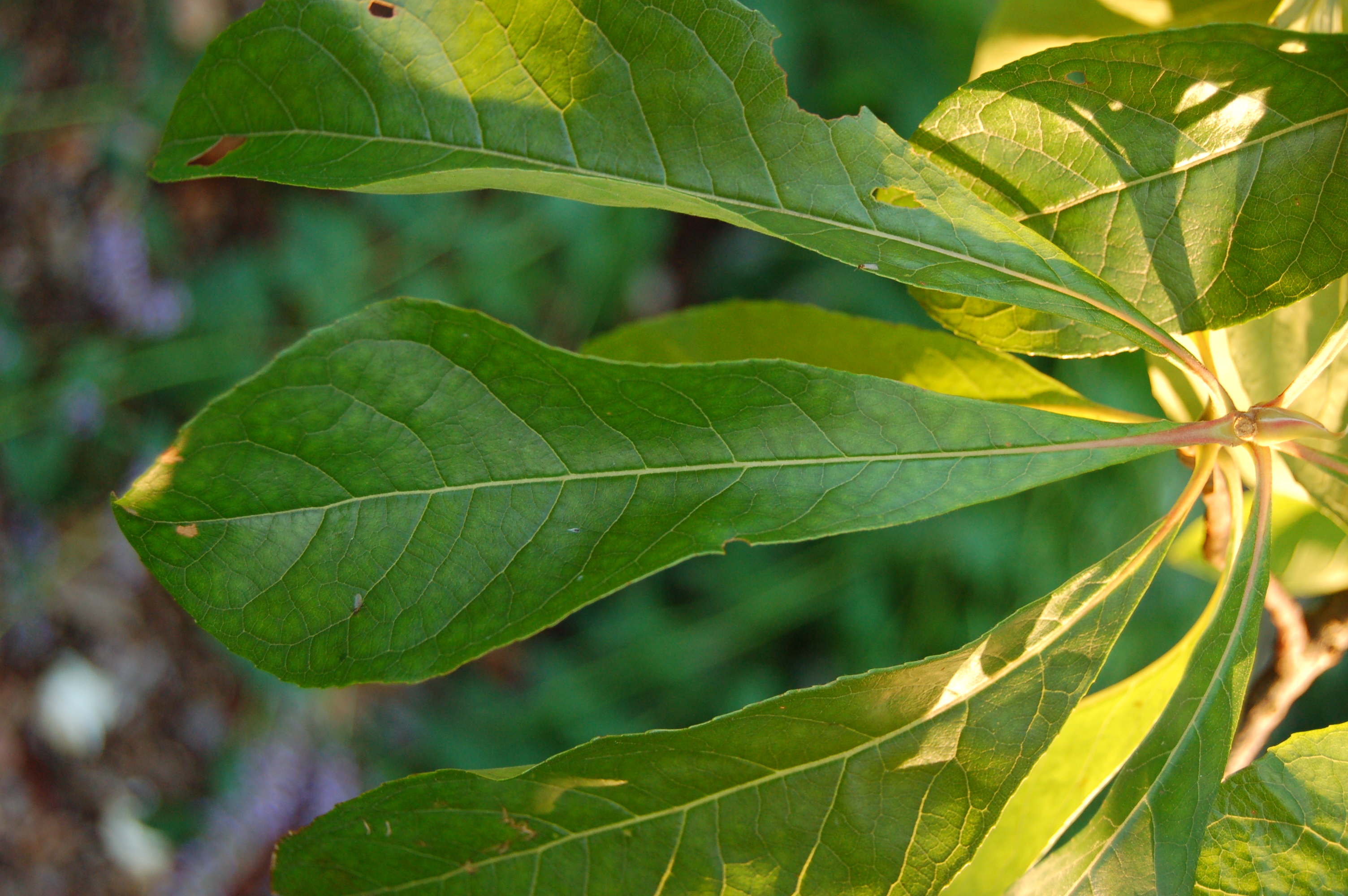
Великим планом листя
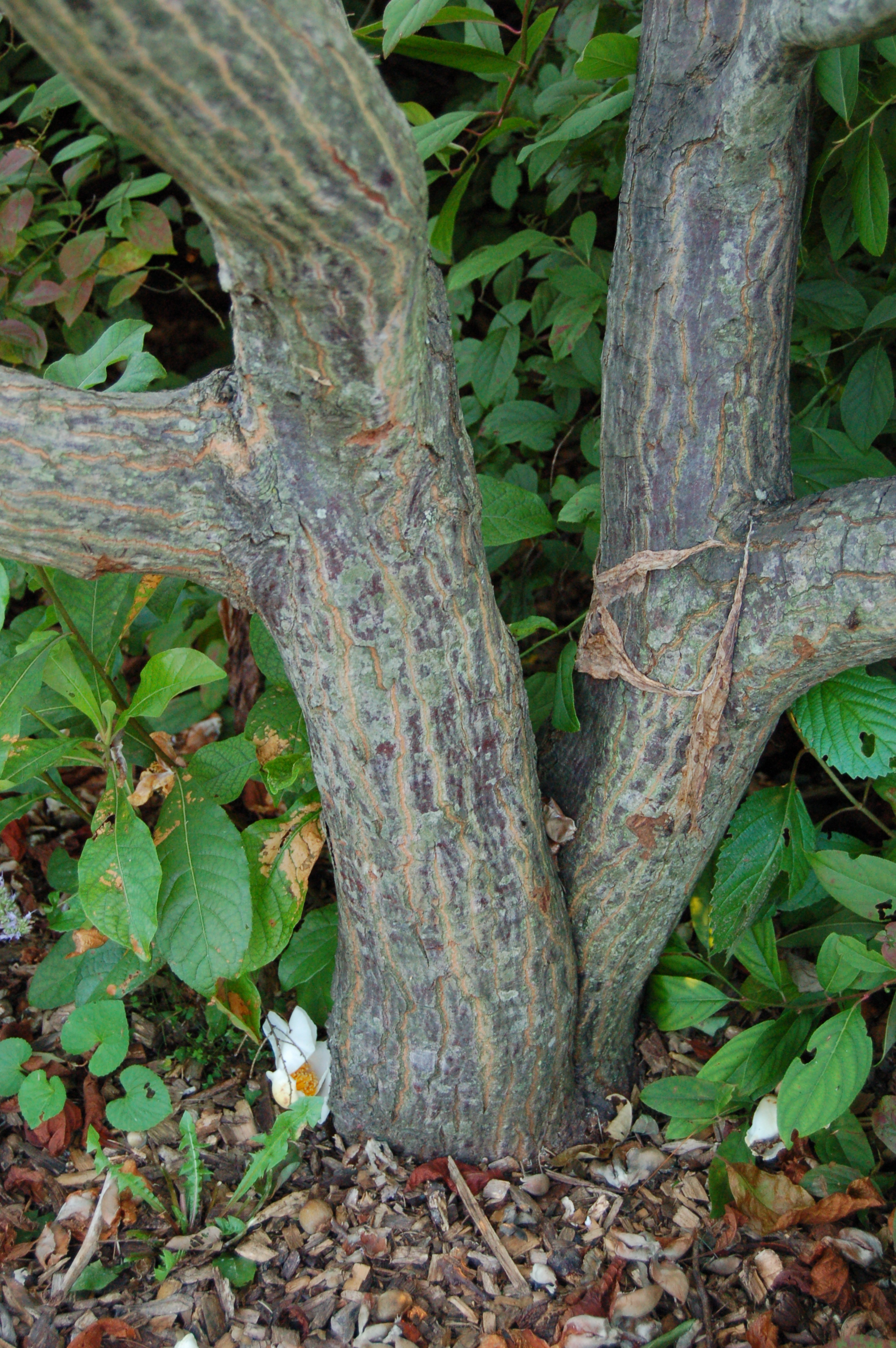
Кора
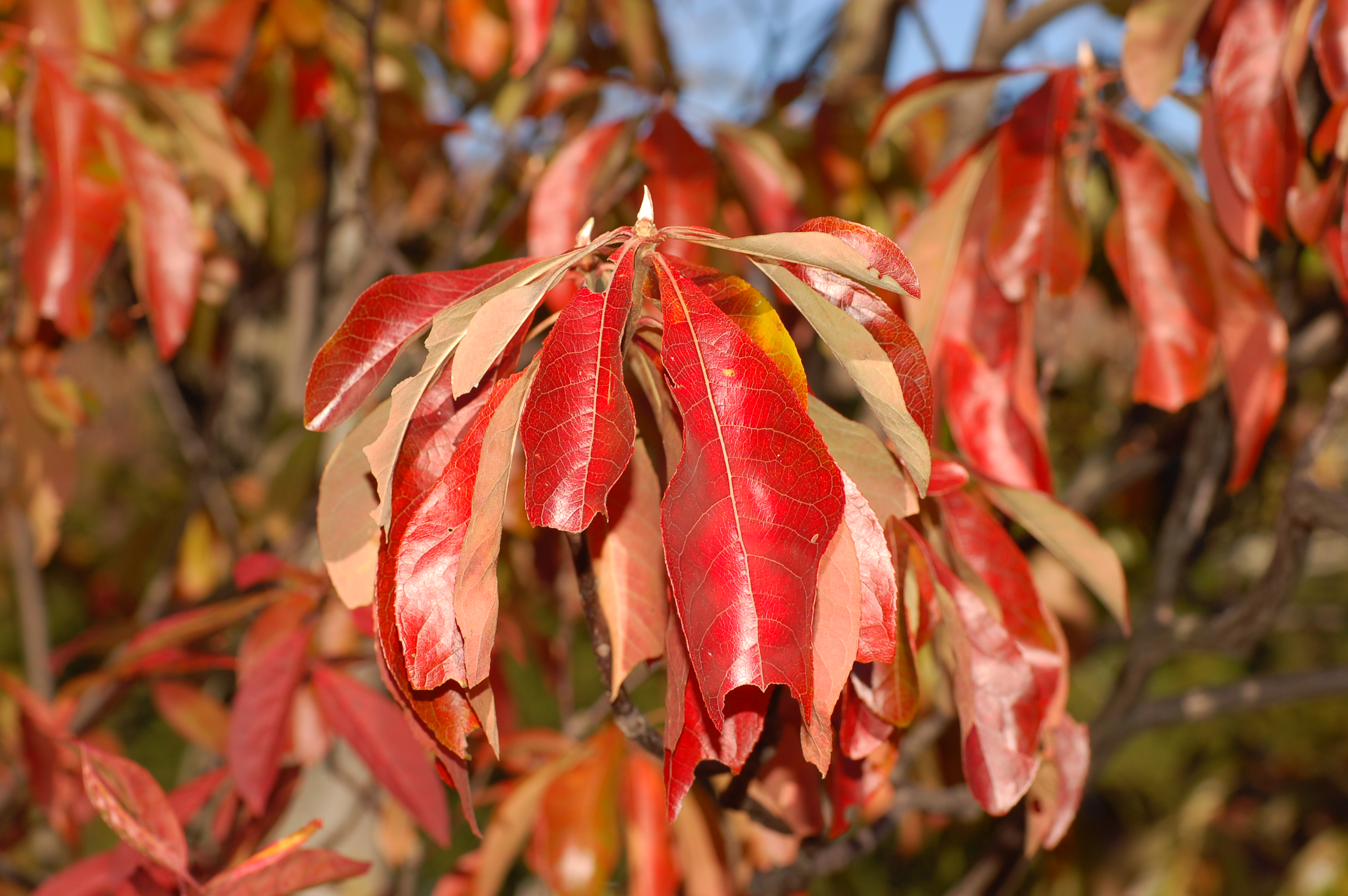
Осіннє листя
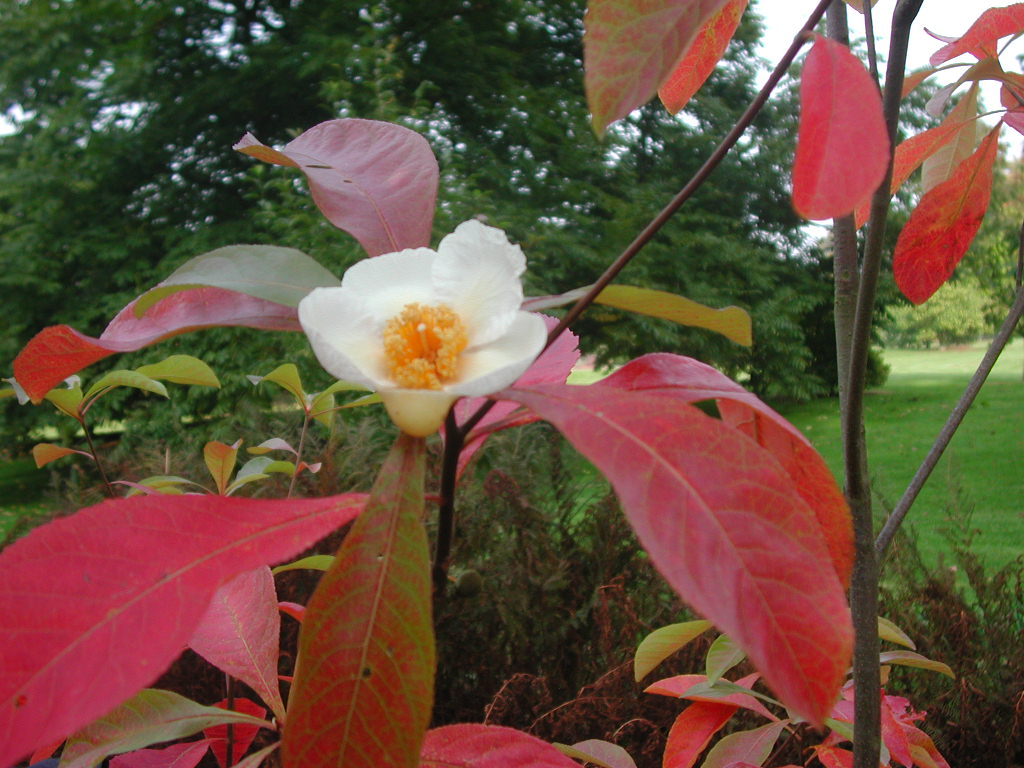
Квіти восени
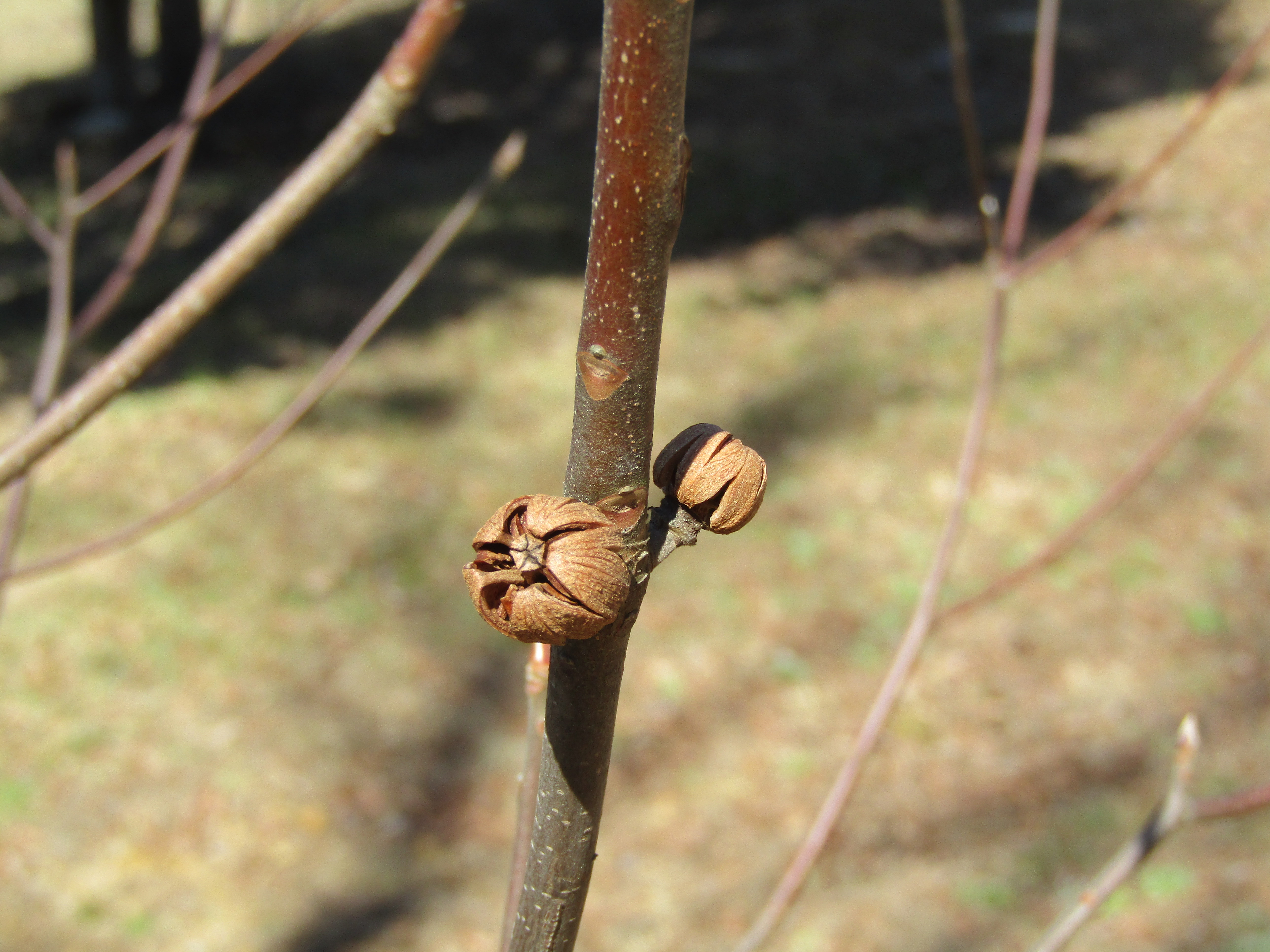
Плід